# Batrachorhina miredoxa
Batrachorhina miredoxa là một loài bọ cánh cứng trong họ Cerambycidae.